# J. Edgar Hoover Building

J. Edgar Hoover Building.

J. Edgar Hoover Building är en byggnad i Washington, D.C. belägen längs med Pennsylvania Avenue som sedan invigningen 1975 fungerar som huvudkontor för Federal Bureau of Investigation (FBI). Byggnaden är postumt namngiven efter J. Edgar Hoover som var mångårig chef för FBI. Byggnaden förvaltas av General Services Administration (GSA) och är uppförd i brutalistisk stil.
När den invigdes var den byggd för publika guidningar, dessa upphörde efter 11 septemberattackerna 2001, men återkom under 2008. Byggnaden har under senaste decenniet uppvisat stort slitage och från 2012 började GSA leta efter en ersättningsbyggnad någonstans i Washingtons storstadsområde med närhet till tunnelbanan.